# Coryphaenoides carapinus
Coryphaenoides carapinus és una espècie de peix de la família dels macrúrids i de l'ordre dels gadiformes.

## Morfologia
- Els mascles poden assolir 45 cm de llargària total.[5][6]

## Alimentació
Menja poliquets, copèpodes, amfípodes i misidacis.

## Hàbitat
És un peix d'aigües profundes que viu entre 384-5610 m de fondària.

## Distribució geogràfica
Es troba a ambdues ribes de l'Atlàntic nord, al sud-est de l'Atlàntic i al sud de l'oceà Índic.